# 太平地镇
太平地镇，是中华人民共和国内蒙古自治区赤峰市松山区下辖的一个乡镇级行政单位。

## 行政区划
太平地镇下辖以下地区：
牤牛营子村、酱坊地村、四分地村、六分地村、五十家子村、三分地村、太平地村、八肯中村、八台营子村、东当铺地村、杨树林村、山前村、东山湾村、碱洼子村、北波罗胡同村、南波罗胡同村、两间房村、河南营子村、敖包吐村、兴隆沟村和大潘家沟村。